# تيتسويا بيسو
تيتسويا بيسو (بالكانا:べっしょ てつや) هو ممثل ياباني، ولد في 31 أغسطس 1965 بشيمادا في اليابان.

## وصلات خارجية
- تيتسويا بيسو على موقع IMDb (الإنجليزية)
- تيتسويا بيسو على موقع ميوزك برينز (الإنجليزية)
- تيتسويا بيسو على موقع قاعدة بيانات الفيلم (الإنجليزية)